# Castel Vittorio
Castel Vittorio är en ort och kommun i provinsen Imperia i regionen Ligurien i Italien. Kommunen hade 280 invånare (2018).